# Нин, Анаис
Анаи́с Нин (фр. Anaïs Nin, полное имя — Анхе́ла Анаи́с Хуа́на Антоли́на Ро́са Эдельми́ра Нин-и-Кульме́ль, исп. Angela Anais Juana Antolina Rosa Edelmira Nin y Culmell; 21 февраля 1903, Нёйи-сюр-Сен, Франция — 14 января 1977, Лос-Анджелес, США) — франко-кубино-американский эссеист, прозаик, автор коротких рассказов и романов эротического содержания. Родилась во Франции у выходцев с Кубы — композитора Хоакина Нина и певицы Розы Кульмель. Нин провела детство в Испании и на Кубе, около шестнадцати лет прожила в Париже (1924—1940), а вторую половину своей жизни в США, где стала издаваемым автором.
С одиннадцати лет и до самой смерти Нин писала дневники, многие из которых были опубликованы при её жизни, подробно описывают: личные мысли и отношения; замужества Анаис с Хью Паркером Гиллером и Рупертом Поулом; многочисленные любовные связи, в том числе с психоаналитиком Отто Ранком и писателем Генри Миллером, которые оказали глубокое влияние на Нин и её творчество.
В дополнение к своим дневникам Нин написала несколько романов, критических исследований, эссе, рассказов и книг эротического содержания. Большая часть её работ, включая сборники эротики «Дельта Венеры» и «Маленькие пташки», была опубликована посмертно на фоне возобновившегося критического интереса к её жизни и творчеству.
Последние годы жила в Лос-Анджелесе штата Калифорния, где и умерла от рака шейки матки в 1977 году.

## Ранние годы
Анаис Нин родилась в коммуне «Нёйи на Сене», примыкающей на юге к Булонскому лесу, — западной окраине Парижа. Её родители — кубинский композитор каталоно-испанского происхождения Хоакин Нин и кубинская классическая певица французского происхождения Роза Кульмель. Дед Хоакина бежал из Франции во время революции, сначала в Сан-Доминго, затем в Новый Орлеан и, наконец, на Кубу, где помогал строить первую железную дорогу в этой стране.
Нин была воспитана как римская католичка, но покинула церковь, когда ей было 16 лет. Детство и юность она провела в Европе. Её родители разошлись, когда ей было два года; затем мать перевезла Анаис и двух её братьев, Торвальда Нина и Хоакина Нин-Кульмеля, в Барселону, а затем в Нью-Йорк, где она училась в средней школе. Нин бросила среднюю школу в 1919 году в возрасте шестнадцати лет и, согласно её дневникам (Том 1, 1931—1934), позже начала работать моделью у художника. Пробыв в Соединённых Штатах несколько лет, Нин разучилась говорить по-испански, но сохранила свой французский и стала свободно говорить по-английски.
3 марта 1923 года в Гаване Нин вышла замуж за своего первого мужа, Хью Паркера Гиллера (Hugh Parker Guiler, 1898—1985), банкира и художника, позже известного по псевдонимом «Ян Хьюго/Йен Хьюго/Ян Гюго (Ian Hugo)» — создателя экспериментальных фильмов в конце 1940-х годов. Пара переехала в Париж на следующий год, где Гиллер продолжил свою банковскую карьеру, а Нин начала преследовать свой интерес к писательству; в своих дневниках она также упоминает, что обучалась танцу фламенко в Париже в середине-конце 1920-х годов у Франсиско Мираллеса Арнау. Её первой опубликованной работой была критическая оценка творчества британского писателя Дэвида Герберта Лоуренса под названием «Д. Г. Лоуренс: непрофессиональное исследование», которое она написала за шестнадцать дней.
Нин стала глубоко интересоваться и много заниматься психоанализом, сначала в 1932 году — с Рене Алленди, а затем — с Отто Ранком. Как она рассказывает в своём дневнике, оба мужчины в конце концов стали её любовниками. Во время своего второго визита к Ранку Нин размышляет о своём желании возродиться как женщина и художник. Отто Ранк, как замечает Анаис, помогал ей двигаться вперёд и назад между тем, что можно было выразить словами в своих дневниках, и тем, что оставалось невысказанным. Нин обнаружила качество и глубину своих чувств в бессловесных переходах между тем, что можно сказать, и тем, что невозможно выразить словами. «Пока он говорил, я думала о своих трудностях с писательством, о том, как трудно мне было выразить свои чувства. О моих попытках найти языковую интуицию, чувства, инстинкты, которые сами по себе неуловимы, тонки и бессловесны».
В конце лета 1939 года из-за приближающейся войны, Нин покинула Париж и вернулась в Нью-Йорк вместе с мужем. (Гиллер по собственному желанию был вымаран из дневников, опубликованных при жизни Анаис, — поэтому его роль в её жизни трудно оценить.) Во время войны Нин отправила свои книги на хранение Фрэнсис Стелофф в книжный магазин Gotham Book Mart в Нью-Йорке.
В Нью-Йорке Анаис присоединилась к Отто Ранку, который ранее переехал туда, и переехала в его квартиру. Она фактически сама начала действовать как психоаналитик, принимая пациентов в комнате рядом с комнатой Ранка и занимаясь сексом со своими пациентами на психоаналитическом диване. Однако через несколько месяцев она уволилась, заявив: «Я обнаружила, что не являюсь хорошим психоаналитиком, потому что не могу быть объективной. Меня преследуют мои пациенты». Именно в Нью-Йорке Нин познакомилась с японско-американским фотографом-модернистом Соити Сунами, который впоследствии сфотографировал её для многих своих книг.

## Литературная карьера

### Дневники
Наиболее изученными работами Нин являются её дневники, которые она начала писать в подростковом возрасте. Начиная с 1933 года, опубликованные дневники охватывают несколько десятилетий; они, по сути, являются исследованием её личной жизни и отношений. Нин была довольно близко знакома со многими выдающимися писателями, художниками, психоаналитиками и другими творческими и научными деятелями, а также часто писала о них, особенно об Отто Ранке.
В третьем томе полностью опубликованного дневника «Инцест» она откровенно и наглядно рассказывает о своём отце, подробно описывая его сексуальное насилие над ней в возрасте девяти лет.
Ранее неопубликованные произведения появляются на свет в сборнике «Кафе в космосе: Литературный дневник Анаис Нин (A Café in Space, the Anaïs Nin Literary Journal)», который включает в себя «Анаис Нин и Хоакин Нин-и-Кастелланос: Прелюдия к симфонии — письма между отцом и дочерью (Anaïs Nin and Joaquín Nin y Castellanos: Prelude to a Symphony — Letters between a father and daughter)».
К настоящему времени опубликовано уже шестнадцать томов дневников Анаис Нин. Все её дневники, содержащие контент для взрослых, кроме последних пяти, были изъяты из обращения.

### Эротические произведения
Анаис Нин позиционируется многими критиками как один из лучших авторов женского эротического романа. Она была одной из первых известных женщин, полностью исследовавших сферу письменного эротического жанра на современном Западе, и создававшей произведения в этом стиле. До неё эротика, написанная женщинами, была редкостью, за исключением работ Кейт Шопен. Нин часто цитировала Джуну Барнс и Д. Г. Лоуренса как вдохновение, и как утверждает в первом томе своих дневников, черпала вдохновение у Марселя Пруста, Андре Жида, Жана Кокто, Поля Валери и Артюра Рембо.
Согласно первому тому её дневников (1931—1934), опубликованному в 1966 году, Нин впервые столкнулась с эротической художественной литературой, когда вернулась в Париж с мужем, матерью и двумя братьями-подростками. Они сняли квартиру у одного американца, который уезжал на лето, и Нин наткнулась на несколько французских книжек в мягкой обложке: «Одну за другой я читала эти книги, которые были для меня совершенно новыми по своему содержанию. Я никогда не читала эротическую литературу в Америке… Они ошеломили меня. Я была невинна до того, как прочитала их, но к тому времени, когда я прочитала их все, не было ничего, чего бы я не знала о сексуальных подвигах… У меня была степень по эротическим наукам».
Столкнувшись с острой потребностью в деньгах, Нин, Генри Миллер и некоторые их друзья начали, отчасти в шутку, в 1940-х годах писать эротические и порнографические рассказы для анонимного «коллекционера» по доллару за страницу. (Неясно, действительно ли Миллер написал эти рассказы или просто позволил использовать своё имя.) Нин считала персонажей своей эротики экстремальными карикатурами и не собиралась публиковать эту работу, но в начале 1970-х годов передумала и разрешила опубликовать в виде «Дельты Венеры» и «Маленьких птичек». В 2016 году впервые была опубликована ранее неизвестная коллекция эротики «Аулетрис».
Нин была другом, а иногда и любовницей многих литературных деятелей, включая Генри Миллера, Джона Стейнбека, Антонена Арто, Эдмунда Уилсона, Гора Видала, Джеймса Эйджи, Джеймса Лео Херлихая и Лоуренса Даррелла. Её страстная любовь и дружба с Миллером сильно повлияли на неё как в сексуальном, так и в писательском планах. Заявления о том, что Нин была бисексуалкой, были дополнительно распространены после фильма Филипа Кауфмана «Генри и Джун» о Генри Миллере и его второй жене Джун Миллер. Дневник Нин ясно показывает, что Нин была взволнована Джун до такой степени, что сказала (перефразируя): «Я стала Джун». Хотя неясно, реализовала ли она свои чувства в сексуальном плане. Для Анаис и Генри Джун была роковой женщиной — неотразимой, хитрой, эротичной. Нин давала Джун деньги, драгоценности, одежду, часто оставляя себя без гроша.

### Романы и другие публикации
Помимо своих дневников и сборников эротики, Нин написала несколько романов, которые часто ассоциировались критиками с сюрреализмом. Её первая художественная книга «Дом инцеста» (1936) содержит сильно завуалированные намёки на краткие сексуальные отношения Нин с её отцом в 1933 году: во время посещения отца во Франции тогдашняя тридцатилетняя Нин имела с ним краткие инцестуальные сексуальные отношения. В 1944 году она опубликовала сборник рассказов под названием «Под стеклянным колоколом», которые были пересмотрены Эдмундом Уилсоном.Нин также была автором нескольких нехудожественных работ. Её первой публикацией, написанной в годы изучения психоанализа, был «Д. Г. Лоуренс: непрофессиональное исследование» (1932) — оценка работ Д. Г. Лоуренса. В 1968 году она опубликовала «Роман будущего» (The Novel of the Future), в котором подробно описала свой подход к написанию и сам процесс написания.

## Личная жизнь
Согласно её дневникам (том 1, 1931—1934), Нин вела богемный образ жизни с Генри Миллером во время своего пребывания в Париже. Её муж Гиллер нигде не упоминается в опубликованном издании 1930-х годов части её дневников (тома 1-2). Хотя в начале первого тома говорится о том, что она замужем и её муж отказался от упоминания его имени в опубликованных дневниках. Дневники, отредактированные её вторым мужем после её смерти, рассказывают, что её союз с Генри Миллером был очень страстным и физическим — Анаис считала, что у неё была беременность от него, которую она прервала в 1934 году.
В 1947 году, в возрасте 44 лет, она встретила бывшего актёра Руперта Поула в манхеттенском лифте по пути на вечеринку. В конце концов они стали встречаться и вместе отправились в Калифорнию. Поул был на шестнадцать лет моложе её. 17 марта 1955 года, будучи всё ещё замужем за Гиллером, она вышла замуж за Поула в Кварцсайте штата Аризона, и они вернулись жить в Калифорнию. Гиллер оставался в Нью-Йорке и не знал о втором браке Нин до самой её смерти в 1977 году, хотя биограф Дейрдра Бэйр (Deirdre Bair) утверждает, что Гиллер знал, что происходит, пока Нин была в Калифорнии, но сознательно «предпочёл не знать».

Нин называла свои параллельные браки «трапецией меж двух берегов (bicoastal trapeze)». В соответствии с Дейрдрой Бэйр:
[Анаис] построила бы эти сложные фасады в Лос-Анджелесе и Нью-Йорке, но всё стало настолько запутанным, что ей пришлось создать нечто, что она назвала «коробкой лжи». В своём ридикюле она носила два комплекта чековых книжек: один — для Гиллера в Нью-Йорке, а другой — для Поула в Лос-Анджелесе. В сумке также были рецептурные лекарства от калифорнийских и нью-йоркских врачей с двумя разными названиями, а также целая коллекция регистрационных карточек. Как-то она сказала: «Я говорю так много лжи, что мне приходится записывать её и держать в „коробке лжи“, чтобы быть честной».
В 1966 году Нин аннулировала свой брак с Поулом из-за юридических проблем, возникших из-за того, что и Гиллер, и Поул заявили о ней в своих федеральных налоговых декларациях. Хотя этот брак был аннулирован, Нин и Поул продолжали жить вместе вплоть до её смерти в 1977 году. По словам Барбары Крафт, перед смертью Анаис написала Хью Гиллеру письмо с просьбой о прощении. В ответ он написал, как много значила его жизнь благодаря ей.
После смерти Гиллера в 1985 году Поул заказал неизданные версии её дневников. Появилось шесть томов («Генри и Джун», «Огонь», «Инцест», «Ближе к Луне», «Миражи» и «Трапеция»). Поул распорядился, чтобы прах Гиллера был развеян в том же месте, где был развеян прах Анаис, в Mermaid Cove на тихоокеанском побережье. Поул умер в июле 2006 года.
Нин когда-то работала в издательстве Lawrence R. Maxwell Books, расположенном по адресу 45 Christopher Street в Нью-Йорке. В дополнение к своей писательской работе Нин появилась в фильме Кеннета Энгера (Kenneth Anger) «Торжественное открытие храма наслаждений» (1954) в роли Астарты; в фильме Майи Дерен «Ритуал в преображённом времени» (1946); и в короткометражном фильме «Колокола Атлантиды» (1952), снятом режиссёром Гиллером под псевдонимом «Ян Хьюго» с саундтреком пионеров американской электронной музыки Луиса и Бебе Баррон. Позже Нин работала преподавателем в Международном колледже в Лос-Анджелесе.

## Смерть
В 1974 году у Нин обнаружили рак шейки матки. Она боролась с болезнью в течение нескольких лет, а после возникновения метастаз перенесла множество операций, лучевую терапию и химиотерапию. 14 января 1977 года Нин умерла от рака в Медицинском центре Cedars-Sinai в Лос-Анджелесе штата Калифорния.
Её тело кремировали, а прах развеяли над заливом Санта-Моника в Mermaid Cove. Прах Хью Гиллера, умершего в 1985 году, был развеян там же. Руперт Поул стал исполнителем литературного завещания Анаис и организовал выпуск новых, неизданных книг и дневников Нин, опубликованных между 1985 годом и его смертью в 2006 году. Большая часть дневников до сих пор доступна только в вымаранном виде. Оригиналы находятся в библиотеке Калифорнийского университета в Лос-Анджелесе.

## Наследие
Взрыв феминистского движения в 1960-х годах дал новый взгляд на труды Нин и она стала популярным лектором в различных университетах, отмежевавшись от политической активности движения. В 1973 году, незадолго до своей смерти, Нин получила почётную докторскую степень в Филадельфийском колледже искусств. Она также была избрана в Национальный институт искусств и литературы Соединённых Штатов в 1974 году, а в 1976 году была награждена премией «Женщина года Лос-Анджелес Таймс».
Филип Кауфман снял в 1990 году фильм «Генри и Джун», основанный на дневниках Нин, опубликованных под названием «Генри и Джун: из неопубликованного дневника Анаис Нин». Роль Анаис сыграла португальская актриса Мария де Медейруш.
В феврале 2008 года поэт Стивен Рейнс организовал мероприятие «Анаис Нин на 105-м году жизни» в Музее Хаммера в Уэствуде в Лос-Анджелесе. Рейнс сказал: «Нин связала и сформировала очень глубокие дружеские отношения с женщинами и мужчинами на десятилетия моложе её. Некоторые из них всё ещё живут в Лос-Анджелесе, и я подумал, что было бы замечательно, если бы они поделились своим опытом с [Нин]. Бебе Бэррон, пионер электронной музыки и давняя подруга Нин, сделала своё последнее публичное выступление на этом мероприятии. Рейнс также опубликовал эссе, опровергающее утверждения Берна Портера о сексуальных отношениях с Нин в 1930-х годах.
Кубино-американская писательница Даина Чавьяно отдала дань уважения Анаис Нин и Генри Миллеру в своём романе „Кошка взаперти“ (2001), где оба персонажа изображены как бесплотные духи, чьи предыдущие жизни они делили с Мелиссой, главным героем — и, вероятно, альтер эго Чавьяно — молодым кубинцем, одержимым Анаис Нин.
Кубинская поэтесса и писательница Венди Герра, давно увлечённая жизнью и творчеством Нин, опубликовала вымышленный дневник её языком „Позировать обнажённой в Гаване“ в 2012 году. Она объяснила, что кубинский дневник [Нин] имеет очень мало страниц, и мой бред всегда состоял в том, чтобы написать апокрифический роман; литературные догадки о том, что могло бы произойти».
27 сентября 2013 года сценарист и актриса Ким Кризан опубликовала статью в Huffington Post, в которой она обнаружила ранее неопубликованное любовное письмо, написанное Гором Видалом Нин. Это письмо противоречит предыдущей характеристике Гора Видала его отношений с Нин, показывая, что у него действительно были чувства к Нин, которые он позже сильно дезавуировал в своей автобиографии «Палимпсест: воспоминания» (1995). Кризан занималась этим исследованием в преддверии выхода нецензирированного пятого тома дневников Анаис Нин «Миражи», для которого написала предисловие.

### Дневники и письма
The Early Diary of Anaïs Nin (1914—1931), in four volumes / «Ранний дневник Анаис Нин», в четырёх томах
The Diary of Anaïs Nin, in seven volumes, edited by herself / «Дневник Анаис Нин», в семи томах, отредактированный ею самой
Henry and June: From A Journal of Love. The Unexpurgated Diary of Anaïs Nin (1931—1932) (1986), edited by Rupert Pole after her death / «Генри и Джун: Из дневника любви. Неопубликованный дневник Анаис Нин», отредактированный Рупертом Поулом после её смерти
A Literate Passion: Letters of Anaïs Nin & Henry Miller (1987) / «Грамота страсти: Письма Анаис Нин и Генри Миллера»
Incest: From a Journal of Love (1992) / «Инцест: Из дневника любви»
Fire: From A Journal of Love (1995) / «Огонь: Из дневника любви»
Nearer the Moon: From A Journal of Love (1996) / «Ближе к Луне: Из дневника любви»
Mirages: The Unexpurgated Diary of Anaïs Nin, 1939—1947 (2013) / «Миражи: неопубликованный дневник Анаис Нин»
Trapeze: The Unexpurgated Diary of Anaïs Nin, 1947—1955 (2017) / «Трапеция: необработанный дневник Анаис Нин»

### Художественная литература

#### Романы
House of Incest (1936) / «Дом инцеста»
Winter of Artifice (1939) / «Зима притворства»
Cities of the Interior (1959), in five volumes: / «Города души», в пяти томах:
- Ladders to Fire / «Лестницы к огню»
- Children of the Albatross / «Дети альбатроса»
- The Four-Chambered Heart / «Четырёхкамерное сердце»
- A Spy in the House of Love / «Шпион в доме любви»
- Seduction of the Minotaur, originally published as Solar Barque (1958) / «Соблазнение Минотавра», первоначально опубликованный как «Солнечный барк».

Collages (1964) / «Коллажи»

#### Короткие рассказы
- Waste of Timelessness: And Other Early Stories (written before 1932, published posthumously) / «Пустая трата времени: Другие ранние истории»
- Under a Glass Bell (1944) / «Под стеклянным колоколом»
- Delta of Venus (1977) / «Дельта Венеры»
- Little Birds (1979) / «Маленькие пташки»
- Auletris (2016) / «Аулетрис»

### Документальные работы
D. H. Lawrence: An Unprofessional Study (1932) / «Д. Г. Лоуренс: непрофессиональное исследование»
The Novel of the Future (1968) / «Роман будущего»
In Favor of the Sensitive Man (1976) / «В пользу чувствительного человека»
The Restless Spirit: Journal of a Gemini by Barbara Kraft (1976) (preface by Nin) / Беспокойный дух: Дневник близнеца Барбары Крафт (1976) (предисловие Нин)
Aphrodisiac: Erotic Drawings by John Boyce for Selected Passages from the Works of Anaïs Nin / «Афродизиак: эротические рисунки Джона Бойна для избранных отрывков из произведений Анаис Нин»

## Издания на русском языке
- Шпион в доме любви. М.: БЕЛКОМ, 1993
- Дельта Венеры. СПб.: Амфора, 1999 (переизд. 2000)
- Маленькие пташки. СПб.: Амфора, 2000
- Дневник 1931—1934. Рассказы. — М.: Издательство «Олимп»; Астрель; АСТ, 2000 (переизд. 2004)
- Соблазнение Минотавра. — СПб: Амфора, 2002
- Женщина под вуалью. М.: Издательство «Гелеос», 2002
- Города души. — М.: Б. С. Г.-Пресс, 2003
- Книга о друзьях. М. ;

Издательство АСТ, 2006
- Генри и Джун. Пер. с англ. А. Лепер. М.: Эксмо, 2012. — 352 с. ISBN 978-5-699-60834-8